# Ade Azeez
Adebayo Azeez, detto Ade (Orpington, 8 gennaio 1994), è un calciatore inglese, attaccante del Billericay Town.